# Matsuura
Matsuura (Japans: 松浦市, Matsuura-shi) is een Japanse stad in de prefectuur Nagasaki. In 2015 telde de stad 23.644 inwoners. 

## Geschiedenis
Op 1 maart 1955 werd Matsuura benoemd tot stad (shi). In 2006 werden de gemeenten Fukushima (福島町) en Takashima (鷹島町) toegevoegd aan de stad.

## Partnersteden
- Mackay, Australië sinds 1989

Steden:
Goto · Hirado · Iki · Isahaya · Matsuura · Minamishimabara · Nagasaki (hoofdstad) · Omura · Saikai · Sasebo · Shimabara · Tsushima · Unzen

Districten:
Nishisonogi · Kitamatsuura · Minamimatsura · Higashisonogi

Gemeenten per district